# American Idiot

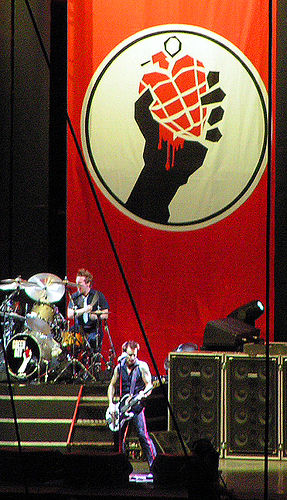
Optreden in 2005 met op de achtergrond de cover

American Idiot is het zevende album van Green Day. Het is een conceptalbum, deels geïnspireerd door rockopera's als die van The Who en is het vierde album van Green Day dat geproduceerd werd door Rob Cavallo.

## Nummers

### Albumnummers
Alle nummers zijn geschreven door Billie Joe Armstrong (songteksten) en Green Day (muziek), behalve waar anders vermeld.
1. American Idiot – 2:54
2. Jesus of Suburbia – 9:08
  - I. Jesus of Suburbia – 1:50
  - II. City of the Damned – 1:51
  - III. I Don't Care – 1:31
  - IV. Dearly Beloved – 1:09
  - V. Tales of Another Broken Home – 2:38
3. Holiday – 3:52
4. Boulevard of Broken Dreams – 4:20
5. Are We the Waiting – 2:42
6. St. Jimmy – 2:55
7. Give Me Novacaine – 3:25
8. She's a Rebel – 2:00
9. Extraordinary Girl – 3:33
10. Letterbomb – 4:06
11. Wake Me Up When September Ends – 4:45
12. Homecoming – 9:18
  - I. The Death of St. Jimmy
  - II. East 12th St.
  - III. Nobody Likes You (Mike Dirnt/Green Day)
  - IV. Rock and Roll Girlfriend (Tré Cool/Green Day)
  - V. We're Coming Home Again
13. Whatsername – 4:12

### B-kanten
Volgende nummers zijn kort voor American Idiot opgenomen en uitgebracht als B-kanten van het album, behalve I Fought The Law.
1. I Fought The Law
2. Favorite Son
3. Shoplifter
4. Governator
5. Too Much Too Soon

### Singles
- American Idiot, 2004
- Boulevard Of Broken Dreams, 2004
- Holiday, 2005
- Wake Me Up When September Ends, 2005
- Jesus Of Suburbia, 2005

## Bezetting
- Billie Joe Armstrong – zang, gitaar
- Mike Dirnt – zang bij Nobody Likes You, ondersteunende zang, basgitaar
- Tré Cool – zang bij Rock and Roll Girlfriend, achtergrondzang, drum en percussie

Extra:
- Jason White - gitaar
- Jason Freese - saxofoon
- Rob Cavallo – piano
- Kathleen Hanna – zang aan het begin van Letterbomb
- Satin Manchario - geluidstechniek

## Prijzen
American Idiot won een Grammy Award in 2005 voor het beste rockalbum en was genomineerd voor: "Album van het Jaar", "Nummer van het Jaar", "Beste Rocknummer", "Beste rockzang door een duo of een groep" en "beste muziekclip". De clip van American Idiot werd gestemd als "Beste Rockvideo Ooit" in een "Kerrang!"- poll.

## Film
Kort na het uitbrengen van het album werd er gespeculeerd dat er een film zou worden gemaakt rond American Idiot. Deze is nu effectief in de maak. De film is waarschijnlijk gebaseerd op de musical en heeft Tom Hanks als producer.